# Сандра Избаша
Сандра Ралука Избаша (рум. Sandra Raluca Izbaşa; Букурешт, 18. јун 1990), румунска је уметничка гимнастичарка и двострука шампионка Олимпијских игара, 2008. и 2012. Почиње се бавити гимнастиком од 1994.